# (180824) Kabos
(180824) Kabos est un astéroïde de la ceinture principale.

## Description
(180824) Kabos est un astéroïde de la ceinture principale. Il fut découvert le 2 avril 2005 à Piszkesteto par Krisztián Sárneczky. Il présente une orbite caractérisée par un demi-grand axe de 2,22 UA, une excentricité de 0,13 et une inclinaison de 6,2° par rapport à l'écliptique.

## Compléments